# 20392 Майкшепард
20392 Майкшепард (20392 Mikeshepard) — астероїд головного поясу, відкритий 19 червня 1998 року.
Тіссеранів параметр щодо Юпітера — 3,225.
Астероїд названо на честь Майкла Шепарда, американського дослідника астероїдів. Про це Шепарда повідомив його друг і вчитель, піонер радарних досліджень астероїдів Стівен Остро (1946-2008), залишивши на столі записку з єдиним числом "20392", і Шепард, хоч і не одразу, але зрозумів її зміст.